# Ν-ノーチラス号
Ν-ノーチラス号（ニュー・ノーチラスごう）は、テレビアニメ『ふしぎの海のナディア』に登場する架空の戦艦。旧タルテソス王国（元衛星都市ブルーノア）の地下に眠っていた古代アトランティス人の宇宙船を、ネモ船長以下ノーチラス号の元乗組員たちが復活させたもの。

## 概要
正式名称「第四世代型超光速恒星間航行用超弩級万能宇宙戦艦ヱクセリヲン」。ガーゴイルは「幻の発掘戦艦」と呼んだ。
特徴として、この艦は宇宙専用ではなく大気圏での運用も考慮されている。艦の前部の左右、艦中央下部、後部の左右上下に取り付けられた合計7枚のグラヴィティウイング（重力制御翼）を展開することによって、巨大な質量ながらも重力制御によって大気圏内を飛行することが可能であり、艦体形状も超音速飛行時に発生する衝撃波に対応するべく先端から鋭利なラインを描いている。なお、艦中央部左右に取り付けられた2基のスタビライザーによって大気圏内飛行中の安定を保っている。
主機は縮退炉であり、旧ノーチラス号の主機であった対消滅機関ですら補機に過ぎない。ただし補機だけでも機体の姿勢制御や電子熱戦砲による戦闘など、飛行以外の最低限の行動は可能である。
バリヤーは限界を越えるとガラスのようにひびが入り、やがて砕け散る。なお、バリヤー発生機構は修復が完全にできないらしく、1分しか発生させることが出来ない。
その実際の能力は未知なところが多い。ネモ船長によれば、自分達の知識と操艦技術ではおそらく本来の力の数%しか引き出せないという。

## 活躍
旧タルテソス王国跡において、ネオ・アトランティスのデウス・ウキス・マキナ級空中戦艦2隻の攻撃を受けながら進空、うち1隻を撃沈する。重力子爆弾の攻撃から逃れ、日本の静岡付近で非戦闘要員を退艦させた後、パリ上空でレッドノアとの決戦に臨む。
戦場は衛星軌道上へ移り、Ν-ノーチラス号は大きな損傷をうけつつもレッドノア内部へ突入。ネオ皇帝の制御装置を破壊し、内部からの撃破に成功する。レッドノアは自我を取り戻したネオ皇帝によってブルーウォーターによる制御を解かれ、地球に落下していく。Ν-ノーチラス号は最後の力を使って離脱を図るも、船体のダメージは大きく、脱出中にレッドノア内部にて擱座。行動不能となり、共に大気圏に突入していった。ネモ船長は全乗員をレッドノア内に係留されていたヱルトリウム級宇宙船（潜水艦に改造される前のノーチラス号の同型艦）に移乗させた後、Ν-ノーチラス号の電源をスターターにヱルトリウム級宇宙船を起動。ネモは一人ブリッジに残り、主砲でナディアたちの脱出口を開いた。ヱルトリウム級宇宙船の脱出直後、レッドノアもろともΝ-ノーチラス号も大気圏上空にて爆散、艦と運命を共にした。

## デザインなど
デザインは山下いくとの手によるが、デザインモチーフは1968年公開の東宝怪獣映画『怪獣総進撃』に登場する宇宙船「ムーンライトSY-3」に1978年公開のアニメ映画『さらば宇宙戦艦ヤマト 愛の戦士たち』に登場する宇宙戦艦アンドロメダを加えたものとなっている（艦首にある2基の開口部は、アンドロメダの拡散波動砲がモチーフとなっている）。カラーリングは1968年放送の特撮テレビドラマ『マイティジャック』に登場する万能戦艦マイティ号をイメージしている。なお、山下の当初デザインでは前進翼になっていたが、総監督の庵野秀明には作画の難しさを理由として却下された。さらにリボルバー式の小型艇射出機構は、1977年公開の特撮映画『惑星大戦争』に登場する宇宙戦艦轟天号のオマージュである。
『ナディア』第36話後半は、ジャンたちがエレベーターに乗り込む場面から艦橋内の会話、空中戦艦の来襲、補助エンジン始動、偽装外壁剥離、主砲発射といったほとんどの場面が、1974年放送のテレビアニメ『宇宙戦艦ヤマト』第2話における宇宙戦艦ヤマトの発進シーンと同じカット割りで構成されており、艦長の指示のセリフも同じである。主砲発射音も庵野のこだわりにより、『宇宙戦艦ヤマト』の効果担当から音源を借りてきて使用している。
艦名の「エクセリオン」は1988年 - 1989年発売のOVA『トップをねらえ!』に登場する第四世代航宙艦ヱクセリヲンと共通している。同作の「科学講座」によれば、（そちらの）ヱクセリヲンの属する第4世代の超光速大型宇宙船はエーテル流体力学によるデザインと大型バニシングモーターを装備したものとされる。
第38回では日本語のラベル（「第二バリヤー回路」「星間物質」など）が表示された計器を見ることができる。